# Cold seep
Cold seeps, Cold vents of koude submariene bronnen zijn bronnen waar water uit de zeebodem opwelt. De naam is misleidend, omdat het water warmer kan zijn dan zeewater, maar het wordt gebruikt om deze bronnen te onderscheiden van hydrothermale bronnen. Bij cold seeps komen vaak sterk reducerende stoffen omhoog, voornamelijk in de vorm van opgelost en gasvormig methaan, die zorgen voor het ontstaan van een sterke redoxgradient met het oxische omringende zeewater. Microben die betrokken zijn bij de oxidatie van methaangas met zuurstof en sulfaat en de re-oxidatie van opgeloste sulfiden staan aan de basis van bijzondere ecosystemen, die floreren in de afwezigheid van zonlicht. Toch zijn deze systemen indirect afhankelijk van fotosynthese, omdat de koolwaterstoffen gevormd zijn uit begraven organisch materiaal. 

## Soorten cold seeps

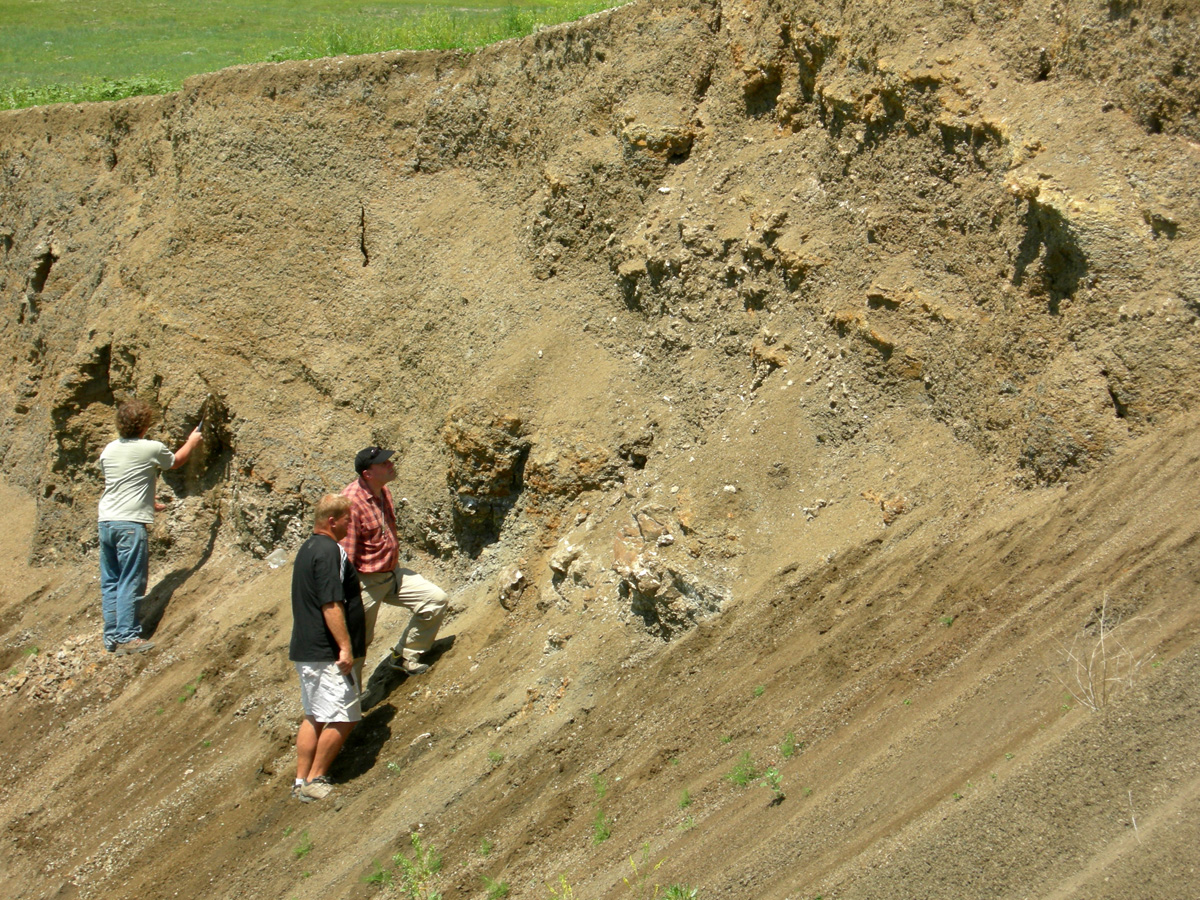

In de buurt van een kust kan zoetwater uit ondergrondse rivieren (vaak in de vorm van zijtakken van een grote bovengrondse rivier) uit een koude bron de zee in stromen. Voorbeelden hiervan zijn te vinden in het onder water liggende gedeelte van de delta's van de Mississippi en de Niger. Ook langs de continentale helling komen cold seeps voor, hier is het koude water zout en komt het uit diepere sedimentlagen.
Geschat wordt dat zich in het sediment op de bodem van de oceanen en zeeën en in de oceanische korst samen rond de 2 miljoen kubieke kilometer water bevindt. Door tektonische bewegingen, zoals in een accretiewig boven een subductiezone, kan poriënwater uit het sediment omhoog gedrukt worden en via cold seeps uit de oceaanbodem vrijkomen. Onder invloed van de druk vinden in het sediment diagenetische processen plaats waardoor de sedimenten omgezet worden in sedimentair gesteente en gashydraten uit het sediment oplossen. Het water dat uiteindelijk bij de bron vrijkomt heeft een hoge concentratie opgelost methaan en waterstofsulfide.
Door het omhoog bewegen van zout in de ondergrond (in de vorm van zoutdiapieren) kan het water van een cold seep ook zeer veel opgelost zout bevatten, men spreekt dan wel van een brine seep. Omdat water met een hogere saliniteit dichter is dan normaal zeewater, zal deze "brine" over de zeebodem stromen naar lagere plekken, waar het meren vormt. Over deze submariene zoutmeren is nog weinig bekend.
Ook kunnen als gevolg van de onttrekking van aardolie uit de ondergrond door mensen cold seeps ontstaan.

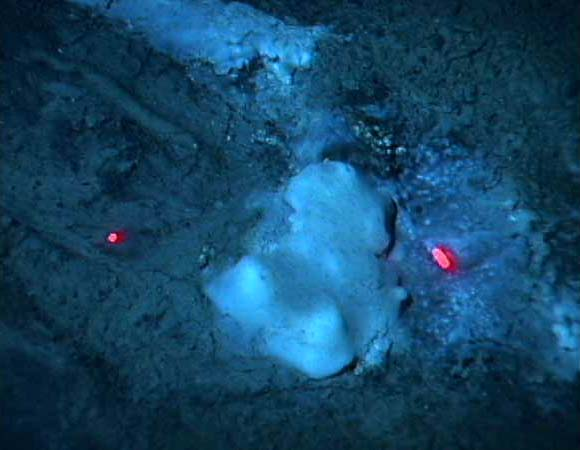
Bacteriemat in de buurt van een cold seep bij Blake Ridge, voor de Noord-Amerikaanse oostkust. De rode stippen zijn lasers.

## Ecologie
Vanwege de zwavel- en methaanrijkheid van het bronwater is rond methaanbronnen een bijzonder ecosysteem te vinden. Zelfs in de bathyale zone, het gedeelte van de oceaan dat zo diep is dat geen licht meer doordringt, kunnen rond cold seeps veel bijzondere extremofiele soorten voorkomen, zoals borstelwormen en tweekleppigen, die in symbiose leven met chemosynthetische bacteriën. Deze bacteriën leven van de omzetting van de in het water opgeloste stoffen, zodat een dergelijk ecosysteem onafhankelijk is van zonne-energie. 